# Lieber Zoo
Lieber Zoo (englischer Originaltitel Dear Zoo) ist ein Bilderbuch des schottischen Autors und Illustrators Rod Campbell aus dem Jahr 1982. Bei dem Bilderbuch handelt es sich um ein sogenanntes Aufklapp-Bilderbuch. Die deutsche Erstausgabe wurde 1989 beim Verlag ArsEdition veröffentlicht.

## Inhalt
Ein Ich-Erzähler schreibt einen Brief an einen Zoo, in dem er darum bittet, ihm ein Tier zu senden. Der Tiergarten schickt daraufhin in unterschiedlich großen Kisten, Körben und Schachteln diverse Tiere an den Absender des Briefs. Diese Tiere werden erst zur Gänze sichtbar, wenn sie die Leser im Buch aufklappen. Doch die gesendeten Tiere sind entweder viel zu groß, zu schwer, zu gefährlich, zu unheimlich, zu launisch, zu boshaft oder zu zappelig, so dass der Briefschreiber sie allesamt zurücksendet. Letztendlich schickt der Zoo einen kleinen Hund – dieser passt perfekt und der Ich-Erzähler behält ihn.

## Hintergrund
Alle Tiere, die der Zoo an den Ich-Erzähler schickt, sind hinter Buchklappen verborgen, die die Leser öffnen müssen, damit sie sichtbar werden. Campbell wurde dazu von frühen Aufklapp-Büchern wie beispielsweise Eric Hills Ja, wo is’ er denn? inspiriert. Campbell wollte eine Geschichte mit Tieren schreiben, da diese Kinder grundsätzlich faszinieren, und sie sinnvoll in ein Ausklappbuch einbauen. Dabei erinnerte er sich an frühe Forschungsexpeditionen, bei denen oftmals Tiere aus aller Welt in Kisten an Tiergärten geschickt wurden. Daraus entwickelte er schließlich die Idee für Lieber Zoo.

## Rezeption
Daniel Hahn schreibt in seiner Rezension: „Mit seinem sich wiederholenden Text und den Klappen zum Aufklappen ist Lieber Zoo seit über drei Jahrzehnten bei Kleinkindern sehr beliebt.“ Victoria Neumark schreibt in ihrer Rezension: „Der Text ist repetitiv, aber humorvoll variiert und benutzt literarische Stilmittel wie Alliteration, Wiederholung und Reim. Lieber Zoo ist vor allem bei den Allerkleinsten beliebt, die das einfache, freundliche Ende der Geschichte jedes Mal mit fröhlichem Jauchzen begrüßen.“ In einer Online-Umfrage von 2018, die vom School Library Journal durchgeführt wurde, kam Lieber Zoo in der Liste der beliebtesten Bilderbücher auf Platz 5. 2014 kam das Buch unter die Top-10 der beliebtesten Kindergartenbücher Großbritanniens.

## Referenzen
Dear Zoo ist in dem literarischen Nachschlagewerk 1001 Kinder- und Jugendbücher – Lies uns, bevor Du erwachsen bist! für die Altersstufe 0–3 Jahre enthalten.

## Ausgaben
- Dear Zoo. Abelard-Schuman, UK 1982 (englisch, librarything.com).
- Lieber Zoo. ArsEdition, 1989. (deutsche Erstausgabe)